# Castillon-de-Castets
Castillon-de-Castets è un comune francese di 303 abitanti situato nel dipartimento della Gironda nella regione della Nuova Aquitania.

## Società

### Evoluzione demografica
Abitanti censiti